# Qumran
Qumran era una località del Vicino Oriente abitata da una comunità essena sulla riva occidentale del Mar Morto, vicino a Gerico. Attualmente è compresa nella Cisgiordania. Il sito fu costruito tra il 150 a.C. e il 130 a.C. e vide varie fasi di occupazione finché, nell'estate del 68, Tito, al comando della legione X Fretensis creata da Augusto, la distrusse.

## Descrizione
Qumran è divenuta famosa in seguito alla scoperta nel 1947 dei cosiddetti Manoscritti del Mar Morto e dei resti di un monastero dove si ritiene vivesse una comunità di Esseni.

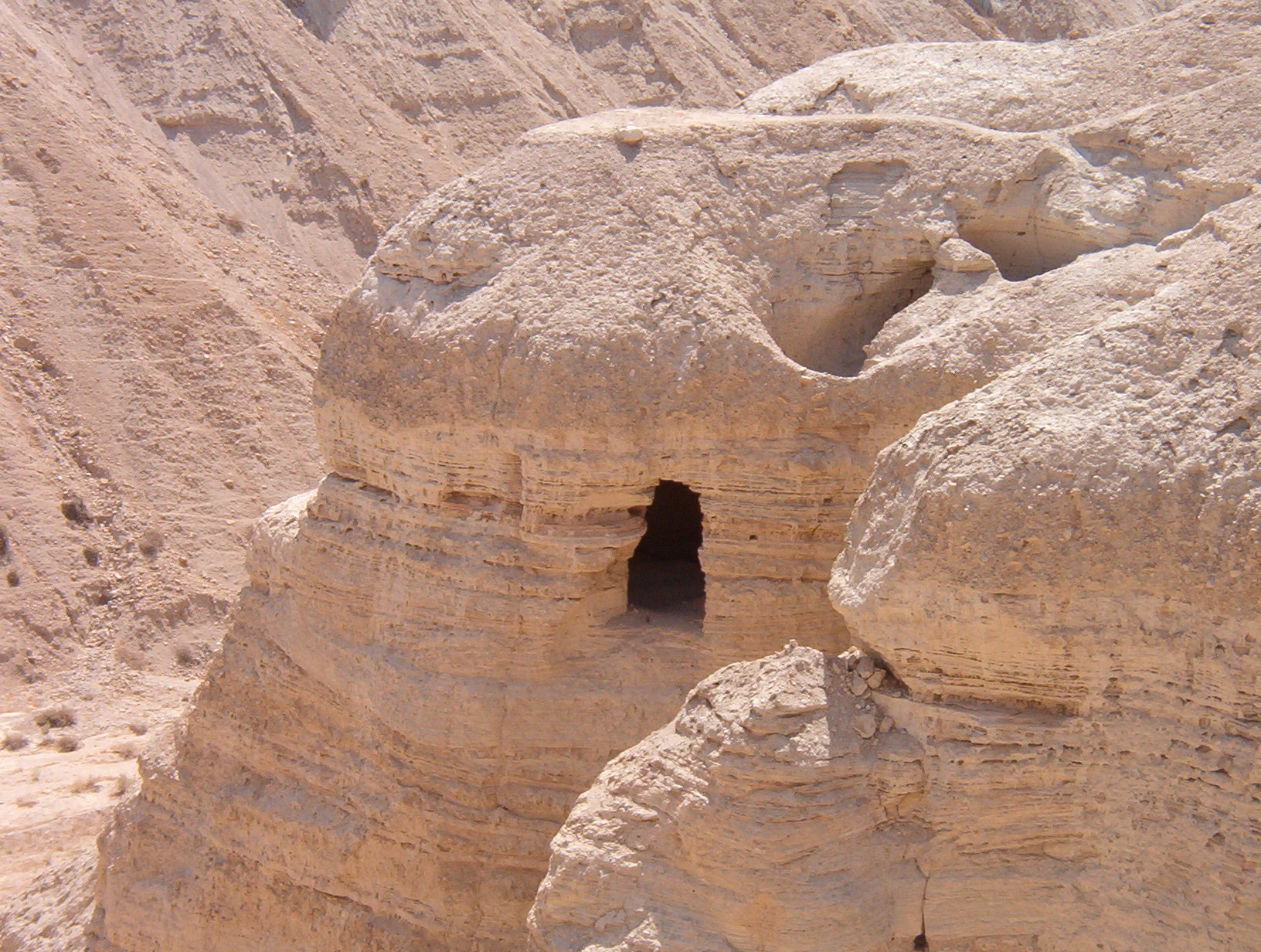
Grotta a Qumran

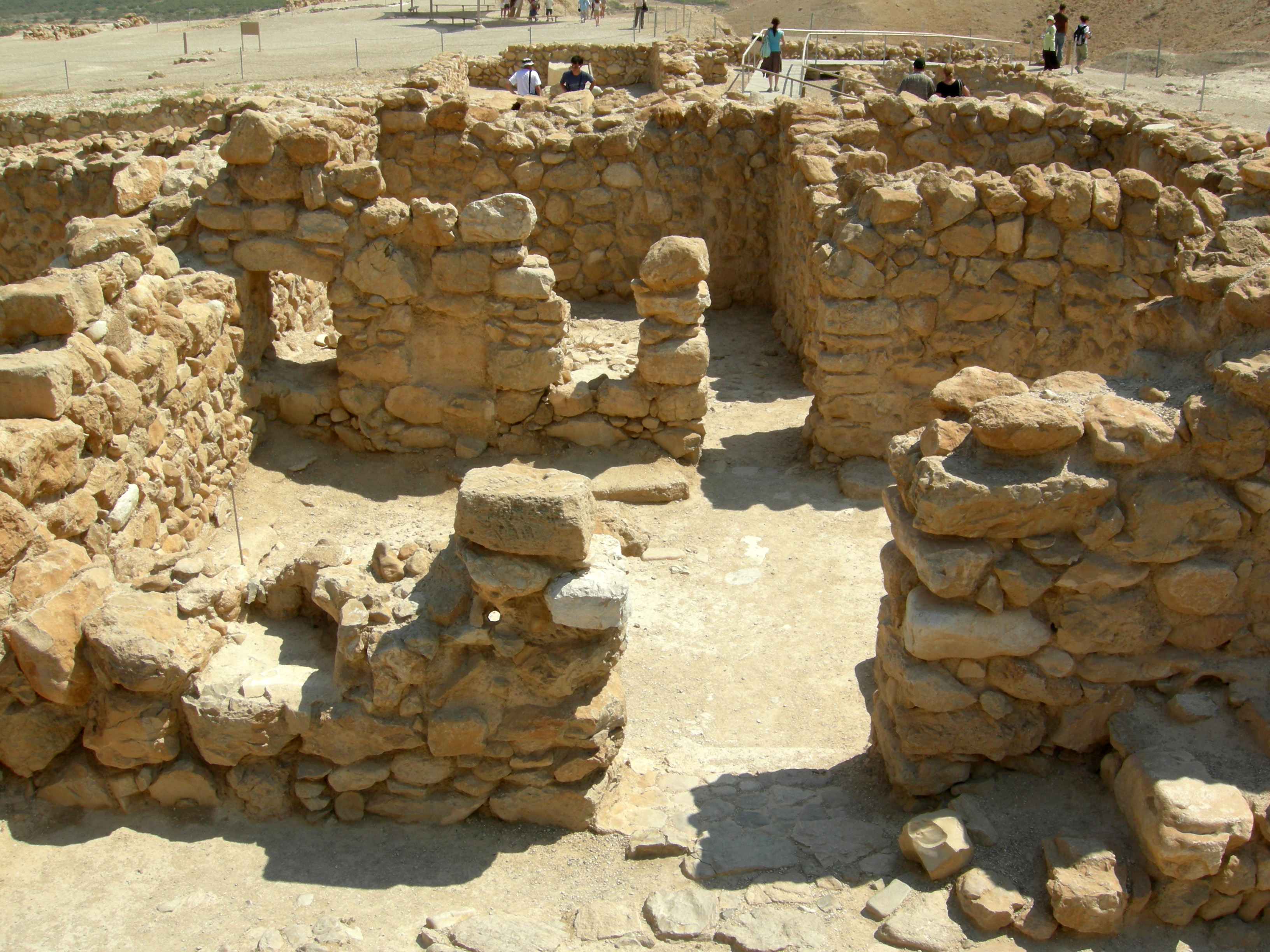
Gli scavi

Ai piedi del Wadi Qumran esistono alcune antiche rovine che erano considerate resti di una fortificazione romana e che non erano state prese in considerazione dagli archeologi. Dopo la scoperta del Rotolo del Mar Morto di Isaia, avvenuta nel 1947, questo sito archeologico fu notevolmente rivalutato. Ben presto gli studiosi riconobbero che gli edifici erano appartenuti a una comunità religiosa ebraica. Infatti, nel 1947, in una serie di grotte in prossimità delle rovine, due pastori palestinesi di nome Muhammad ad-Dhib, soprannominato il "lupo" e Jum'a Khalil, soprannominato il "legno", rinvennero delle anfore antiche in cui erano custoditi degli ostraka e dei rotoli di papiro.
Si pensò subito che fossero stati i membri di questa comunità a nascondere i rotoli nelle grotte fra i vicini dirupi. Scoperte successive, tuttavia, sembrarono mettere in dubbio questa ipotesi.
L'importanza storica principale di questo luogo è per la scoperta di papiri antichissimi racchiusi in anfore per preservarli dalla furia distruttrice dei Romani.
A Qumran sono inoltre stati ritrovati numerosi testi di tradizioni apocrife, ad esempio i libri di Enoch o il rotolo della guerra. Si ritiene che questi rotoli risalgano a un'epoca precedente all'abbandono del monastero, che avvenne presumibilmente nel 68, in occasione dell'inizio delle vicende belliche che portarono all'invasione romana (di Pompeo, a Gerusalemme nel 63 a.C.).

## Storia

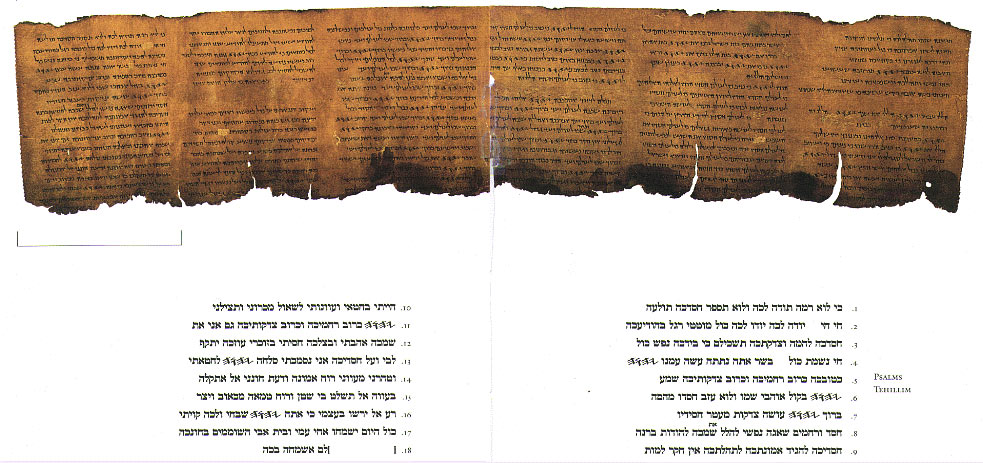
Uno dei rotoli del Mar Morto: il Rotolo dei Salmi con la sua trascrizione

Dalla scoperta dei rotoli manoscritti, avvenuta nel periodo 1947-1956, un'intensa attività di scavi si è svolta nella zona, che diede luogo al ritrovamento di circa 900 rotoli, molti dei quali scritti su pergamena ed alcuni su papiro. Sono state rinvenute cisterne, usuali mezzi per il bagno rituale ebraico, e cimiteri, oltre a sale da pranzo o da assemblea e rovine di un piano superiore, ritenuto da alcuni uno scriptorium. Sono state rinvenute anche stoviglie in ceramica ed una torre.
Molti studiosi ritengono che si tratti della sede di una setta ebraica, probabilmente Esseni. Ma secondo Lawrence Schiffman, in base alle regole della comunità, la loro forte inclinazione al sacerdozio e l'eredità zadokita ed altri dettagli indicano una setta di orientamento sadduceo, sia che fosse distinta dai vari gruppi di Esseni o che fosse essa stessa uno di loro. Altri propongono interpretazioni diverse, alcune delle quali partono dalla presenza di un forte asmoneo, trasformato successivamente in una lussuosa residenza di una ricca famiglia o di un centro di lavorazioni, forse per produzione di ceramiche od altro.
Ad oriente del sito è stato scoperto un cimitero. Gran parte delle tombe contengono resti di maschi, ma anche di qualche femmina, ed alcune di esse potrebbero avere origine medievale. Solo una piccola parte delle tombe sono state scavate, poiché gli scavi archeologici nei cimiteri sono vietati dalle leggi ebraiche. Più di mille corpi sono sepolti nel cimitero di Qumran.
Una spiegazione è che quei corpi siano quelli di generazioni di appartenenti ad una setta, mentre un'altra è che si tratti di inumazioni avvenute in una località ove erano più facili da eseguirsi che nei terreni rocciosi circostanti.
I rotoli vennero rinvenuti in un gruppo di dodici caverne lungo l'insediamento, alcune delle quali accessibili solo attraversandolo. Alcuni studiosi hanno avanzato l'ipotesi che le caverne fossero sedi permanenti di biblioteche delle sette, a causa della presenza di resti di scaffalature, mentre altri credono che servissero come rifugio domestico per quelli che vivevano nei dintorni.
Molti dei testi ritrovati nelle caverne sembrano confermare ampiamente la fede e le pratiche religiose ebraiche oggi accettate, mentre altri parlerebbero di pratiche ed interpretazioni differenti, uniche o minoritarie. Alcuni studiosi credono che questi testi descrivano il credo degli abitanti di Qumran, che potevano essere Esseni o rifugiati politici per il sostegno fornito alle famiglie dei sacerdoti sadducei contro i sacerdoti/re asmoniani. Un'epistola pubblicata negli anni 1990 indica i motivi per la creazione di una comunità, alcuni dei quali paiono gli argomenti dei Sadducei nel Talmud. Pare che gran parte dei rotoli siano stati nascosti nelle caverne durante i disordini della prima rivolta giudaica, sebbene alcuni potrebbero essere stati ivi riposte in precedenza.
Studi scientifici recenti hanno evidenziato che Qumran non era un luogo di eremitaggio maschile dedicato a sacerdozio e alla copiatura di testi sacri, sperduto nel deserto. Al contrario, esso era al centro di un dedalo di strade, ospitava un cimitero di oltre 1000 tombe tra le quali vi erano donne e bambini, era la sede di un avamposto militare e poi di un centro di produzione di vasi per uso sacerdotale, quindi di scambio commerciale e agricolo, anche con un certo lusso che non era compatibile con gli usi esseni. I manoscritti risultano compilati dalle mani di differenti copisti: l'ipotesi oggi più accreditata è che Qumran fosse abitata da famiglie sacerdotali ebraiche che aiutarono a mettere in salvo in fretta i manoscritti della biblioteca del Tempio di Gerusalemme, salvandoli dalla devastazione romana.
L'archeologo domenicano Jean-Baptiste Humbert fu il primo a recensire sistematicamente i reperti raccolti da Roland de Vaux, che lo nominò responsabile della catalogazione dei materiali e delle note. Fra i suoi volumi, tutti inediti al 2023, risultano di particolare interesse quelli relativi ai dati monetali che mostrano come Qumran fosse inserita nei traffici commerciali della regione.